# Канту
Канту̀ (на италиански: Cantù) е град и община в Северна Италия. Намира се в провинция Комо на област (регион) Ломбардия. На 15 km на север от Канту е провинциалния център Комо, а на юг на около 45 km е град Милано. Има жп гара. Население 38 591 жители от преброяването през 2009 г.

## Личности
Родени
- Франко Бриенца (р. 1979), италиански футболист

## Побратимени градове
- Вилфранш сюр Сон, Франция
- Дъмфрийс, Шотландия